# ریو آداچی
ریو آداچی (انگلیسی: Ryo Adachi؛ زادهٔ ۲ ژوئیهٔ ۱۹۶۹) بازیکن فوتبال اهل ژاپن است.